# Parochodaeus campsognathus
Parochodaeus campsognathus är en skalbaggsart som beskrevs av Gilbert John Arrow 1904. Parochodaeus campsognathus ingår i släktet Parochodaeus och familjen Ochodaeidae. Inga underarter finns listade i Catalogue of Life.